# Ang Pagdadalaga ni Maximo Oliveros
Ang Pagdadalaga ni Maximo Oliveros (no Brasil, O Desabrochar de Maximo Oliveros) é um filme de drama filipino de 2005 dirigido e escrito por Auraeus Solito. Foi selecionado como representante das Filipinas à edição do Oscar 2006, organizada pela Academia de Artes e Ciências Cinematográficas.

## Elenco
- Nathan Lopez - Maximo Oliveros
- Soliman Cruz - Paco Oliveros
- JR Valentin - Victor Perez
- Neil Ryan Sese - Oliveros
- Ping Medina - Bogs Oliveros